# Glina (województwo pomorskie)
Glina – wieś w Polsce położona w województwie pomorskim, w powiecie kwidzyńskim, w gminie Sadlinki.
W latach 1975–1998 miejscowość administracyjnie należała do województwa elbląskiego.
Inne miejscowości o nazwie Glina: Glina, Glina Duża, Glina Mała